# NGC 2080
NGC 2080 is een emissienevel in het sterrenbeeld Goudvis. Het hemelobject ligt 168.000 lichtjaar van de Aarde verwijderd en werd op 24 december 1834 ontdekt door de Britse astronoom John Herschel. Het hemelobject ligt in de Grote Magelhaense Wolk ongeveer 30' ten zuiden van de grote Tarantulanevel (NGC 2070).

## Synoniemen
- ESO 57-EN12
- GC 1278
- h 2950
- N160A
- PKS 0540-695